# Betapocket
Betapocket, tecknad pocketserie i stort format (närmare albumformat än pocketformat) utgiven av Semic Press 1993. Det utvecklades efter en idé av Alf Thorsjö. Publikationen innehöll blandade äventyrsserier och utkom i tre nummer.

## Utgivning
- "Rip Kirby" - "Fingerat hot/Uransvindeln"
- "Modesty Blaise" - "Mordligan/Den försvunne vetenskapsmannen"
- "Fantomen" - "Guldkragen"